# Vilayet d'Alep
El vilayet d'Alep (turc otomà ولايت حالب, vilâyet-i Halep; àrab: ولاية حلب, wilāyat Ḥalab) va ser una divisió administrativa de primer nivell de l'Imperi Otomà, centrat en la ciutat d'Alep.

## Història
El vilayet va néixer el 1864 i efectivament el març de 1866 a partir dels elayets d'Alep, Adana i Dulkadir. Els nous límits d'Alep anaven cap al nord per a incloure les ciutats de parla turca de Maraş, Antep i Urfa, donant a la província aproximadament el mateix nombre de parlants d'àrab i turc, així com una gran minoria de llengua armènia.
Gràcies a la seva estratègica situació geogràfica en la ruta comercial entre la península d'Anatòlia i l'orient, Alep va ser prominent a l'època otomana, sent en un moment la segona ciutat de l'Imperi superada només per Constantinoble. No obstant això, l'economia d'Alep es va veure molt afectada per l'obertura del Canal de Suez el 1869, i des de llavors Damasc va pujar com un seriós competidor amb Alep pel títol de capital de Síria.
Històricament, Alep era més semblant en l'economia i la cultura amb les ciutats germanes d'Anatòliales ciutats que amb Damasc. Aquest fet encara avui ens mostra amb les diferències culturals entre Alep i Damasc.
Al final de la primera Guerra Mundial, el Tractat de Sèvres va fer la major part de la Província de Aleppo part de la recentment creada nació de Síria, mentre que Cilícia va ser confiada a França que va prometre al armenis que una part esdevindria un estat armeni (la resta havia d'esdevenir part de l'estat kurd). Alep va estar sota el govern àrab des de l'octubre de 1920 i fou part del regne de Síria de Faisal I, que va durar entre el 8 de març de 1920 i el 24 de juliol de 1920. Posteriorment Mustafa Kemal Atatürk es va apoderar de bona part de la província d'Alep (el nord) així com de Cilícia, en la seva Guerra d'Independència. Els àrabs residents a la província (així com els kurds) van donar suport als turcs en aquesta guerra contra els francesos, un exemple notable va ser Ibrahim Hanano que va estar directament coordinat amb Atatürk i va rebre armament d'ell. El resultat, però, va ser desastrós per a Alep, perquè segons el Tractat de Lausana, la majoria de la Província d'Alep va passar a Turquia, amb l'excepció d'Alep i Alexandreta; per tant, Alep va perdre el contacte amb els seus satèl·lits del nord i les ciutats d'Anatòlia de les que Alep depenia en gran manera pel seu comerç. A més a més, l'acord Sykes-Picot que dividia l'Orient Pròxim entre França i Gran Bretanya, separava Alep de la major part de Mesopotàmia, el que també perjudicava l'economia d'Alep. La situació es va agreujar encara més el 1939 quan Alexandreta fou annexionada a Turquia, el que privava a Alep del seu principal port d'Iskenderun i la deixava en total aïllament dins de Síria.

## Dades demogràfiques
A principis del segle XX tenia una superfície de 78.490 km² mentre que els resultats preliminars del primer cens otomà de 1885 (publicat l'any 1908) va donar una població de aproximadament 1.500.000. Cal assenyalar que l'exactitud de les xifres de població oscil·la entre el "aproximada" al "merament conjuntural", depenent de la regió en la qual van ser recollides les dades.

## Divisions administratives

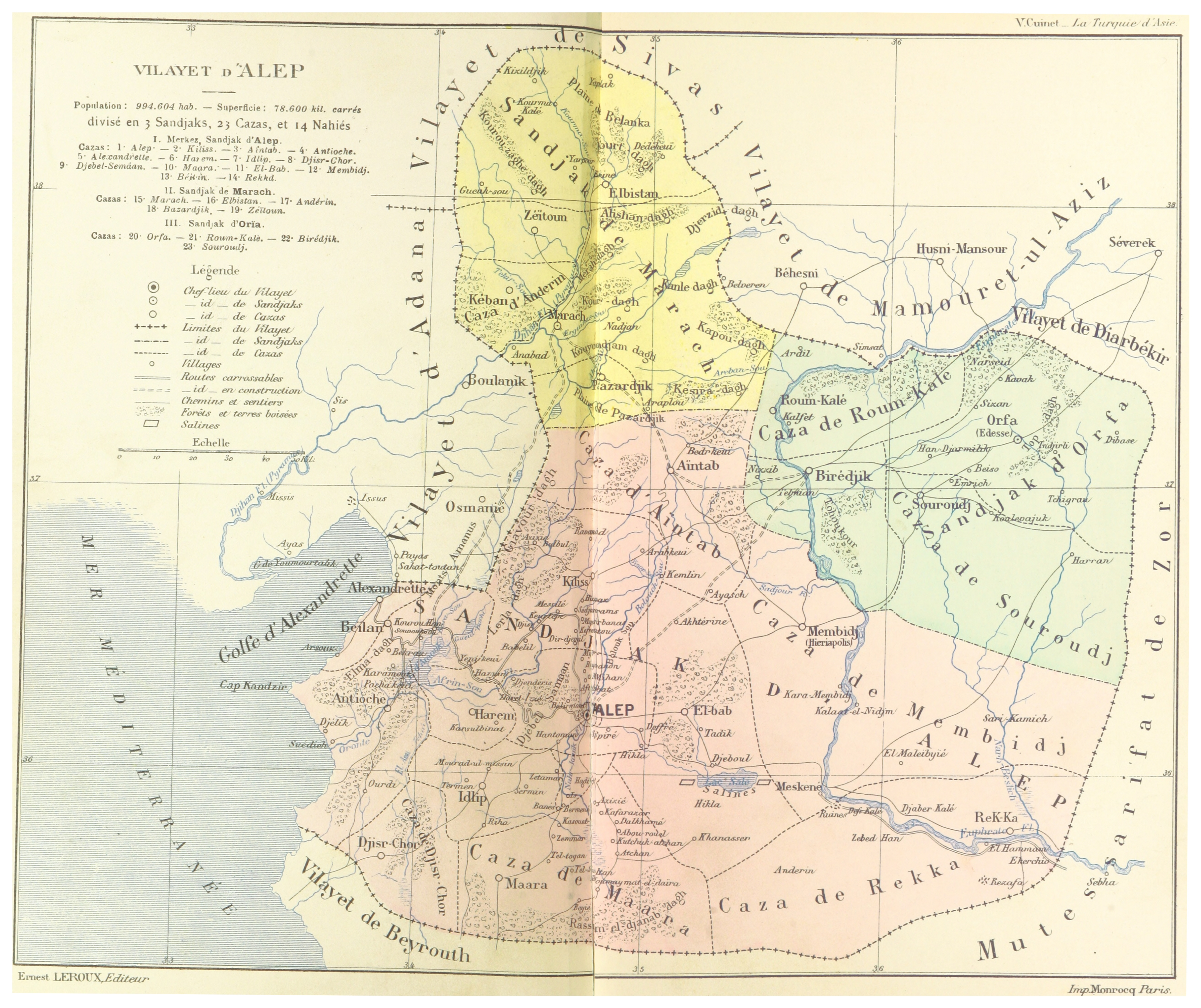
Divisions del Vilayet

Sanjaks del vilayet, cap a l'any 1876
1. Sandjak d'Alep (En 1908 el kaza d'Ayıntab es va unir amb el kaza de Pazarcık del sandjak de Marash i es va convertir en un sanjak) format per Alep, Iskenderun, Antioquia, Belen, Idlib, Al-Bab i Jisr al-Shughur.
2. Sandjak d'Antep, format per Gaziantep, Kilis i Rumkale
3. Sandjak de Cebelisemaan format per Mont Simeó, Maarrat al-Nu'man i Manbij.
4. Sandjak de Marash format per Kahramanmaraş, Pazarcık, Elbistan, Süleymanlı i Göksun
5. Sandjak d'Urfa format per Şanlıurfa, Birecik, Nizip, Suruç, Harran i Ar-Raqqah.
6. Sandjak de Zor (més tard es va convertir en un sandjak autònom separat) format per Deir ez-Zor i Ras al-Ayn.

## Governadors
- 1863 - 1866 : Mustafa Süreyya Pasha
- 1866 - 1868 : Ahmed Çevdet Pasha
- 1868 – 1869 : Rashid Nashid Pasha
- 1869 - 1872 : Lofçali Ibrahim Dervish Pasha
- 1872 : Mustafa Süreyya Pasha (segona vegada)
- 1872 - 1873 : Haci Ali Pasha Kütahyali
- 1873 - 1874 : Babanli Ahmed Pasha
- 1874 - 1875 : Hasan Samih Pasha
- 1875 – 1876 : Sakizli Esad Muhlis Pasha
- 1876 - 1878 : Kartalli Mehmed Emin Pasha
- 1878 - 1879 : Kibrizli Mehemet Kamil Pasha
- 1879 : Abdullah Ghâlib Pasha
- 1879 - 1881 : Ingiliz Mehemet Said Pasha
- 1881 - 1886 : Çemil Huseyin Pasha
- 1886 - 1887 : Topal Osman Nuri Pasha
- 1887 - 1890 : Hasan Haqqi Pasha
- 1890 - 1892 : Yenisehirli Arif Pasha
- 1892 - 1894 : Topal Osman Nuri Pasha (segona vegada)
- 1894 – 1895 : Hasan Haqqi Pasha (segona vegada)
- 1895 - 1896 : Mustafa Zihni Pasha
- 1896 - 1900 : Köseraif Mehemet Raif Pasha
- 1900 - 1902 : Enis Pasha
- 1902 – 1904 : Mecid Efendi (suplent)
- 1904 – 1905 : Osman Kazim Pasha
- 1905 - 1908 : Mehemet Nazim Pasha
- 1908 - 1909 : Ahmed Reshid Pasha
- 1909 - 1910 : Fahri Pasha
- 1910 - 1911 : Kadri Huseyin Kazim Bey
- 1911 - 1912 : Ali Mazhar Bey
- 1912 - 1912 : Ali Galib Bey
- 1912: Mustafa Vefiq Pasha
- 1913 : Ali Münif Bey
- 1913 - 1915 : Mehemet Celal Bey
- 1915 - 1917 : Renda Mustafa Abdulhaliq Bey
- 1917 - 1918 : Tevfik Bey
- 1918 : Bayindir Mustafa Atif Bey
- 1918 : Renda Mustafa Abdulhaliq Bey (segona vegada)